# Това (река, впадает в Белое море)
Това — река в Приморском районе Архангельской области России.
Река протекает в северо-западной части Беломорско-Кулойского плато, по территории Зимнезолотицкого сельского поселения. Берёт начало из озера Товское. Течёт с юго-востока на северо-запад. Впадает в Горло Белого моря к западу от выселка Това, на Зимнем берегу. Питание снеговое и дождевое. Длина реки составляет 92 км, площадь бассейна — ок. 300 км². Крупнейшие притоки: Дикая Това, Луговатый, Щучий. Устье реки находится в 4,8 мили к северо-востоку от мыса Острый. Това впадает в море между низменными песчаными мысами в 7,5 мили к югу-юго-западу от мыса Медвежий. Ширина устья реки — около 1 кабельтова. Перед самым устьем, посередине реки, находится песчаный островок. Правый берег устья представляет собой песчано-глинистый обрыв, а левый берег — песчаную низменность, которая оканчивается узкой песчаной косой длиной около 6 кабельтовых. Берега Товы в устье покрыты низкорослым лиственным лесом, а песчаная коса — мелким кустарником. Долина реки находится на территории Приморского заказника.

## Данные водного реестра
По данным государственного водного реестра России и геоинформационной системы водохозяйственного районирования территории РФ, подготовленной Федеральным агентством водных ресурсов:
- Бассейновый округ — Двинско-Печорский
- Водохозяйственный участок — Реки бассейна Белого моря от северо-восточной границы р. Золотица до мыса Воронов без р. Северная Двина

### Карты
- Лист карты Q-37-XXIII,XXIV. Масштаб: 1 : 200 000. Состояние местности на 1978-1982 год. Издание 1989 г.
- Лист карты Q-37-82-C,D — ФГУП «ГОСГИСЦЕНТР»